# The Dandy Warhols
The Dandy Warhols est un groupe de pop psychédélique américain, originaire de Portland, dans l'Oregon.
Le nom du groupe est un jeu de mots sur le nom de l'artiste américain Andy Warhol, figure centrale du pop art.

## Biographie

### Débuts (1994–2002)
The Dandy Warhols est formé en 1994 par Courtney Taylor-Taylor et Peter Holmström. Fortement influencé par The Velvet Underground, le groupe commence à jouer de la pop psychédélique, et connait le succès en Europe après la sortie de l'album …The Dandy Warhols Come Down. Quand Hedford quitte le groupe en 1999, il est remplacé par Brent DeBoer, un cousin de Taylor-Taylor. La chanson Every Day Should Be a Holiday, extraite du deuxième album …The Dandy Warhols Come Down, fait partie de la bande originale du film des Frères Farrelly, Mary à tout prix.
Après la sortie de leur troisième album, Thirteen Tales from Urban Bohemia en 2000, le groupe gagne une base de fans grâce aux radios universitaires avant de recevoir la reconnaissance du grand public. En 2002 la chanson Bohemian Like You devient un succès en Angleterre, après avoir été utilisée dans une publicité de Vodafone. Cette chanson fait également partie de la bande originale de la série télévisée Buffy contre les vampires, de générique au jeu vidéo 24 Heures du Mans (Infogrames) sur Playstation, ainsi que dans la série d'animation Souris City. En 2013, elle est utilisée comme générique du film Pop Redemption. Les chansons Godless et Nietzsche font partie de la bande originale du film de Peter Howitt Antitrust.

### DeDig!àOdditorium or Warlords of Mars(2003–2010)
Nick Rhodes de Duran Duran participe en 2003 à l'élaboration de Welcome to the Monkey House au son rock électronique.
En 2004, le groupe enregistre Odditorium or Warlords of Mars dans leur studio de Portland, appelé Odditorium. Il sort en septembre 2005.
En 2004, The Dandy Warhols ainsi que The Brian Jonestown Massacre, sont le sujet du documentaire DiG!. Pendant sept ans Ondi Timoner filme les hauts et les bas des deux groupes. Toujours en 2004, la chanson We Used to Be Friends est choisie pour être le générique de la série télévisée Veronica Mars, ainsi que pour être la chanson phare d'un épisode de la saison 1 de Newport Beach et la musique qui clôt l'épisode pilote de Las Vegas.
Le 19 mai 2008 leur nouvel album …Earth to the Dandy Warhols…, qui compte entre autres la collaboration de Mark Knopfler (Dire Straits) et de Mike Campbell (Tom Petty and the Heartbreakers), est disponible en téléchargement sur leur site internet. Il sera par la suite disponible dans les bacs durant l'été 2008. Cet album est distribué par leur propre label Beat the World, créé afin de s'affranchir du dictat artistique imposé par Capitol et en représailles à la non promotion dont avait fait l'objet leur précédent album Odditorium or Warlords of Mars. En novembre 2008, la chanson Bohemian Like You sert de musique pour la publicité de la Citroën C4 Picasso.
En 2010, The Dandy Warhols publient The Capitol Years 1995–2007, un best-of regroupant leur année chez Capitol Records. Il comprend la nouvelle chanson, This Is the Tide qui débute sur la chaine de radio australienne Triple J le 18 juin 2010. Beat the World Records coupe les ponts avec Caroline Records en 2010 et commence à travailler avec The End Records en 2011.

### This Machine(2011–2015)

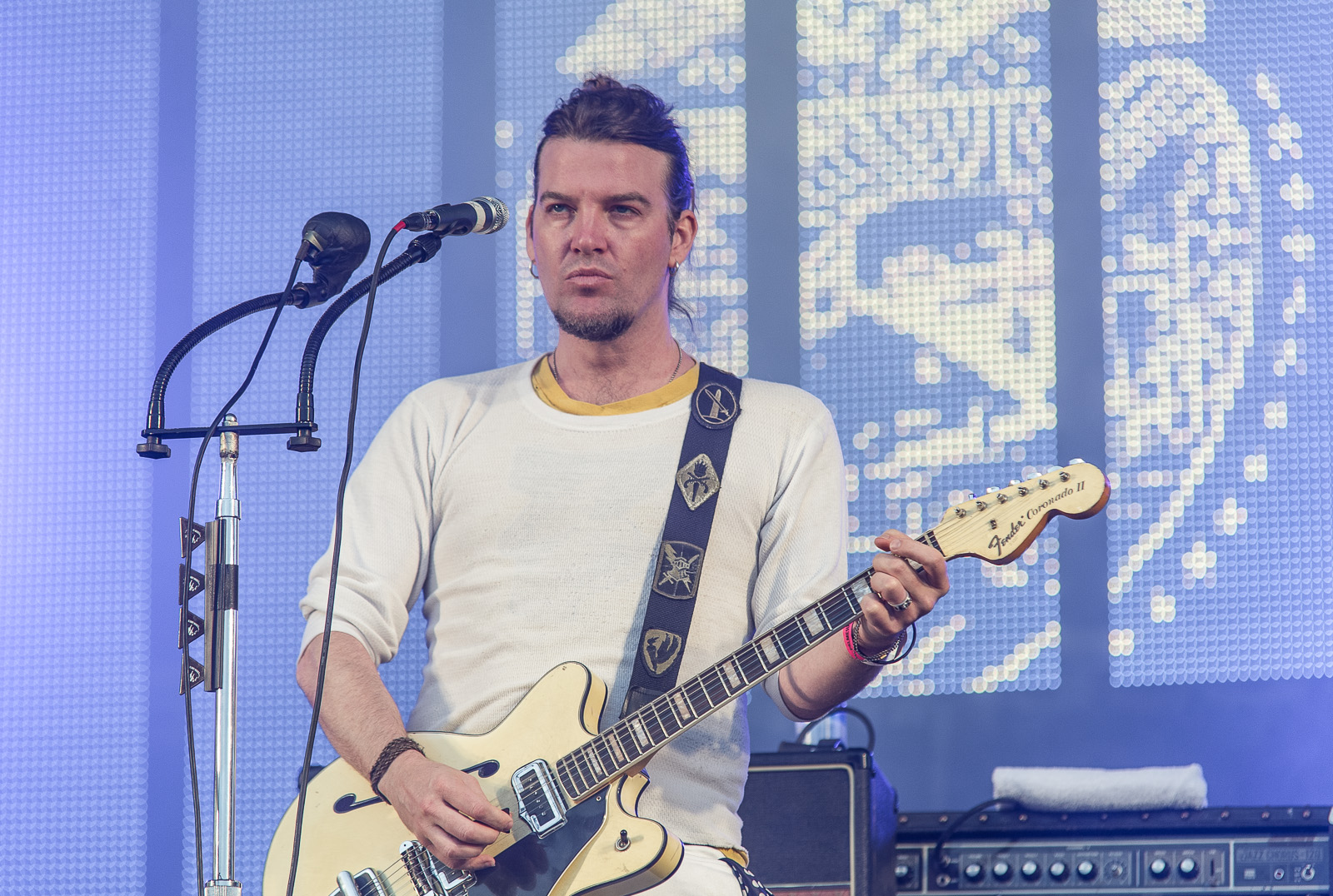
The Dandy Warhols jouant au Palmesus en 2011.

Au printemps 2012 le groupe sort l'album This Machine dont le nom s'inspire de l'inscription sur la guitare de Woody Guthrie : This Machine Kills Fascists. L'année suivante, les Dandy Warhols lancent une tournée anniversaire à l'occasion des 13 ans de leur album Thirteen Tales from Urban Bohemia. Le 24 mars 2014, ils sortent l'album live Thirteen Tales from Urban Bohemia: Live at the Wonder enregistré le 13 décembre 2013 au Wonder Ballroom de Portland.

### Distortland(depuis 2016)
En 2016, le groupe annonce la sortie de son nouvel album Distortland, dont la parution est programmée pour le 8 avril 2016. Une tournée mondiale accompagne cette sortie, avec des concerts en France à Paris, Reims, Lille et Rennes.

## Membres
- Courtney Taylor-Taylor — chant, guitare
- Zia McCabe — clavier, guitare basse
- Peter Holmström — guitare
- Brent DeBoer — batterie

## Discographie

### Albums studio
- 1995 : Dandy's Rule OK?
- 1997 : …The Dandy Warhols Come Down
- 2000 : Thirteen Tales from Urban Bohemia
- 2003 : Welcome to the Monkey House
- 2005 : Odditorium or Warlords of Mars
- 2008 : …Earth to the Dandy Warhols…
- 2012 : This Machine
- 2016 : Distortland
- 2019 : Why You So Crazy
- 2024 : Rockmaker

### Enregistrement en public
- 2014 : Thirteen Tales from Urban Bohemia: Live at the Wonder

### Singles et EP
- 1995 : Little Drummer Boy
- 2000 : Tales from Slabtown
- 2000 : Tales from Slabtown Vol. 2
- 2008 : Earth to the Remix E.P. Volume One
- 2009 : Earth to the Remix E.P. Volume Two

### Compilations
- 2004 : The Black Album
- 2009 : The Dandy Warhols Are Sound
- 2010 : The Capitol Years 1995-2007